# Мессмер, Магали
Магали Ди Марко (итал. Magali Di Marco; урождённая Мессмер, Messmer; род. 9 сентября 1971, Ла-Шо-де-Фон) — швейцарская триатлонистка, бронзовый призер летних Олимпийских игр 2000 года в Сиднее.
После завершения карьеры она стала заниматься политикой и состоит в Зелёной партии.

## Биография
Магали Мессмер начала заниматься плаванием в возрасте 10 лет, но вскоре перешла в триатлон, уделив всё внимание этому виду спорта. В 1995 году она выиграла чемпионат Швейцарии и участвовала в чемпионатах Европы и мира.
В 1995 году впервые выиграла титул чемпионки Швейцарии. Магали выиграла золотую медаль на этапе Кубка мира в Монако в 1999 году. Она также завоевала серебро на чемпионате Европы на Мадейре в 1999 году, спустя год повторив это достижение в Бельгии. К 2000 году стала уже четырёхкратной чемпионкой своей страны. Она выиграла бронзовую медаль на летних Олимпийских играх 2000 года в Сиднее, завершив после этого карьеру, но вернулась к соревнованиям в 2003 году.
После возвращения Месснер ещё трижды становилась чемпионкой Швейцарии. В 2007 году она показала свой лучший результат на чемпионате мира, заняв седьмое место в Гамбурге.
Пробежав марафон за 2 часа 43 минуты и 59 секунд, Магали Мессмер получила право участвовать в марафоне на чемпионате Европы по легкой атлетике в Цюрихе со своей соотечественницей триатлонисткой Николой Шпириг. В возрасте 43 лёт она преодолела дистанцию за 2 часа 46 минуты 53 секунды.
Она вышла замуж за Джанни ди Марко, директора туристического бюро Château-d'Œx. Есть двое детей .
23 ноября 2020 года Магали ди Марко была включена в Государственный совет Вале от Зелёной партии Швейцарии.